# Regione Metropolitana di Sorocaba
La Regione Metropolitana di Sorocaba è un'area metropolitana del Brasile, ubicata nello Stato di San Paolo, ufficialmente costituita nel 2014. Secondo le stime dell'IBGE aveva nel 2014 una popolazione di 1.867.260 abitanti.

## Comuni
Comprende 26 comuni:
- Alambari
- Alumínio
- Araçariguama
- Araçoiaba da Serra
- Boituva
- Capela do Alto
- Cerquilho
- Cesário Lange
- Ibiúna
- Iperó
- Itu
- Jumirim
- Mairinque
- Piedade
- Pilar do Sul
- Porto Feliz
- Salto
- Salto de Pirapora
- São Miguel Arcanjo
- São Roque
- Sarapuí
- Sorocaba
- Tapiraí
- Tatuí
- Tietê
- Votorantim

| Controllo di autorità | VIAF (EN) 8150323647909970736 |